# Lampròfir
Les roques lamprofíriques o lampròfirs són un grup de roques filonianes o hipabisals de textura porfiritica. Els lampròfirs es caracteritzen per tenir de fenocristalls només minerals ferromagnèsics, normalment biotita i anfíbol encara que també pot haver-hi augita i olivina. Els minerals ja esmentats també poden o trobar-se en la matriu de la roca. Els feldespats i feldespatoides en els lampròfirs es troben només en la matriu. Solen tenir ocel·les de color clar que són més félsiques que la resta de la roca.
Els lampròfirs són molt diversos entre si tenint aquestes roques diferents orígens (poligenètics) i una mineralogia variable. Els lampròfirs es meteoritzen fàcilment originant carbonats, limonita, clorita i serpentina com a productes comuns en el procés. El terme lampròfid va ser introduït en 1874 per Carl Wilhelm von Gümbel.

## Classificació i nomenclatura
El geòleg Nicholas Rock va subdividir els lampròfirs en tres classes: els lampròfirs ultramáfics (UML), els lampròfirs alcalins (Al) i els lampròfirs calco-alcalins (CALÇ). Aquests grups es sobreposen entre si i amb altres denominacions de roques en el diagrama de classificació TAS. En la classificació de Nicholas Rock són varietats de lampròfirs calc-alcalins la minetta, la vogesita, la kersantita i la spessartita. La sannaita, camptonita i monchiquita són varietats de lampròfirs alcalins segons la mateixa classificació i l'alnöita, l'ailliquita i la damkjernita serien varietats de lampròfirs ultramàfics.
La Unió Internacional de Ciències Geològiques (IUGS) recomana usar la classificació de Nicholas Rock amb la modificació que el terme lampròfirs melilitics reemplaça a lampròfirs ultramàfics de manera que la classificació englobi les polzenites les quals no són totes ultramàfiques. Nicholas Rock difereix d'aquesta classificació argumentant que hi ha lampròfirs ultramàfics sense melilita. Des de l'any 2002 l'alnöita i la polzenita ja no són classificades com a lampròfirs per la IUGS, sinó com a roques melilitiques.
| Minerals de color clar | Minerals de color clar    | Minerals màfics predominants                        | Minerals màfics predominants             | Minerals màfics predominants               |
| Feldespat              | Feldespatoide             | Biotita > hornblenda, ±augita diopsídica (±olivina) | Hornblenda, ±augita diopsidica, ±olivina | Amfíbol, augita titànica, olivina, biotita |
| or > pl                | -                         | minetta                                             | vogesita                                 | -                                          |
| pl > or                | -                         | kersantita                                          | spessartita                              | -                                          |
| or > pl                | feldespat > feldespatoide | -                                                   | -                                        | sannaïta                                   |
| pl > or                | feldespat > feldespatoide | -                                                   | -                                        | camptonita                                 |
| -                      | vidre o feldespatoide     | -                                                   | -                                        | monchiquita                                |

## Química
La química dels lampròfirs varia de roca en roca. En general solen ser rics en metalls alcalins, estronci, titani, fòsfor i bari. També solen ser rics en volàtils com ara aigua, diòxid de carboni, sofre i fluor. Els nivells de terres rares lleugeres (LREE) solen ser alts mentre que els nivells de les terres rares pesades (HREE) solen ser més baixos i similars als continguts que tenen els basalts.

## Varietats
Les diferents varietats de lampròfir solen donar-se per la composició mineralògica: les damkjernites són una varietat de lampròfir nefelínic que contenen fenocristalls de biotita i d'augita titànica en una matriu dels mateixos minerals amb nefelina, calcita i ortosa. Les kersantites són lampròfirs amb més quantitat de plagiòclasi que de feldespat potàssic i biotita com a mineral màfic dominant. Les monchiquites són aquells lampròfirs amb feldespatoides i sense feldespat. Les sannaïtes són lampròfirs amb major contingut de plagiòclasi que de feldespat potàssic i més quantitat de feldespats que de feldespatoides. Les vogesites són lampròfirs amb més plagiòclasi que feldespat potàssic i més feldespats que feldespatoides.